# Fleurigny
Ne doit pas être confondu avec Fleurigné.
Fleurigny est une  ancienne commune française située dans le département de l'Yonne et la région Bourgogne-Franche-Comté. Elle est associée à la commune de Thorigny-sur-Oreuse depuis 1973.

## Géographie
Le village est traversé par l'Oreuse, ainsi que par les routes D25 et D325. Le hameau de Vallières fait partie de cette commune associée.

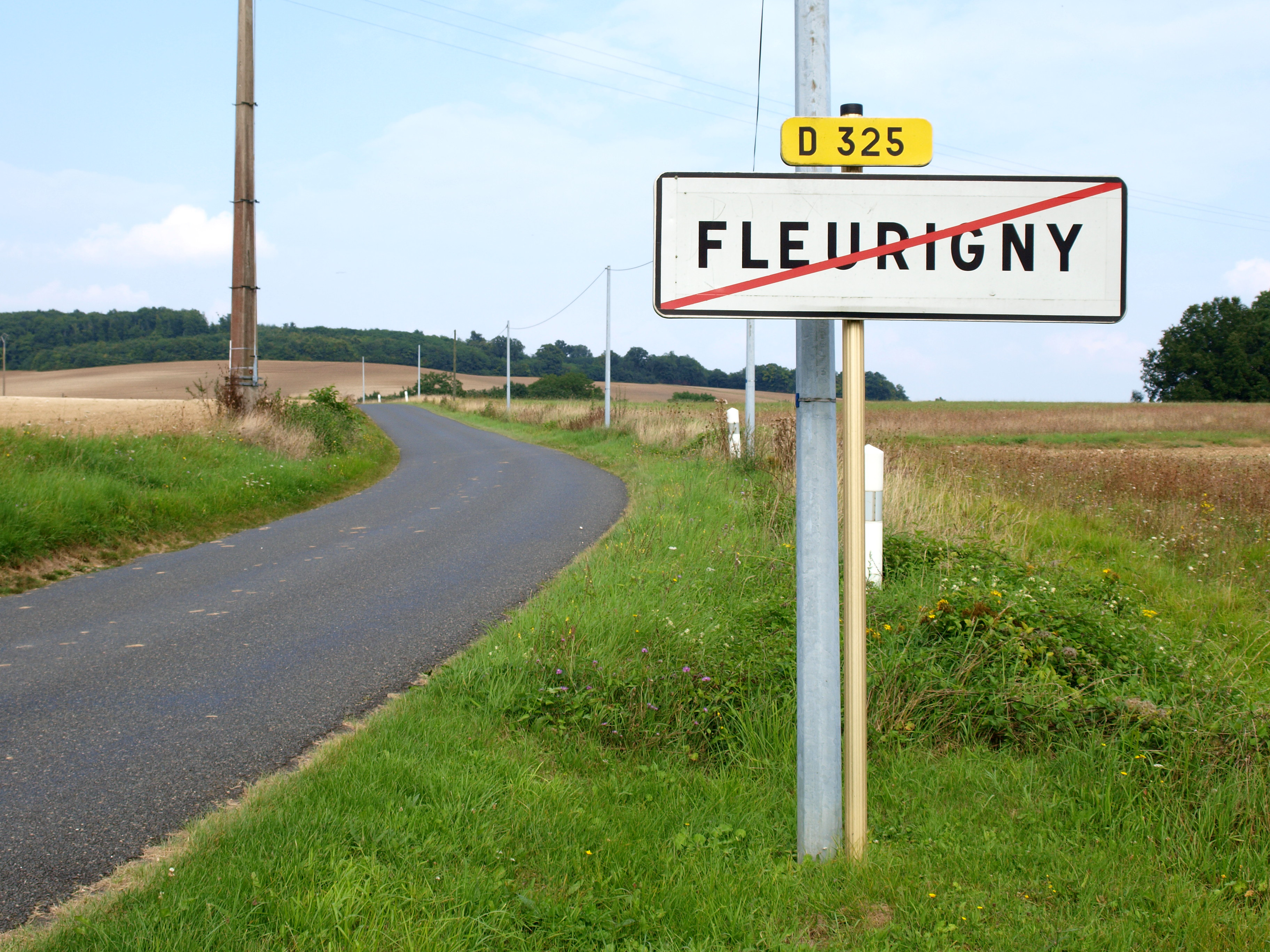
Sortie du village.
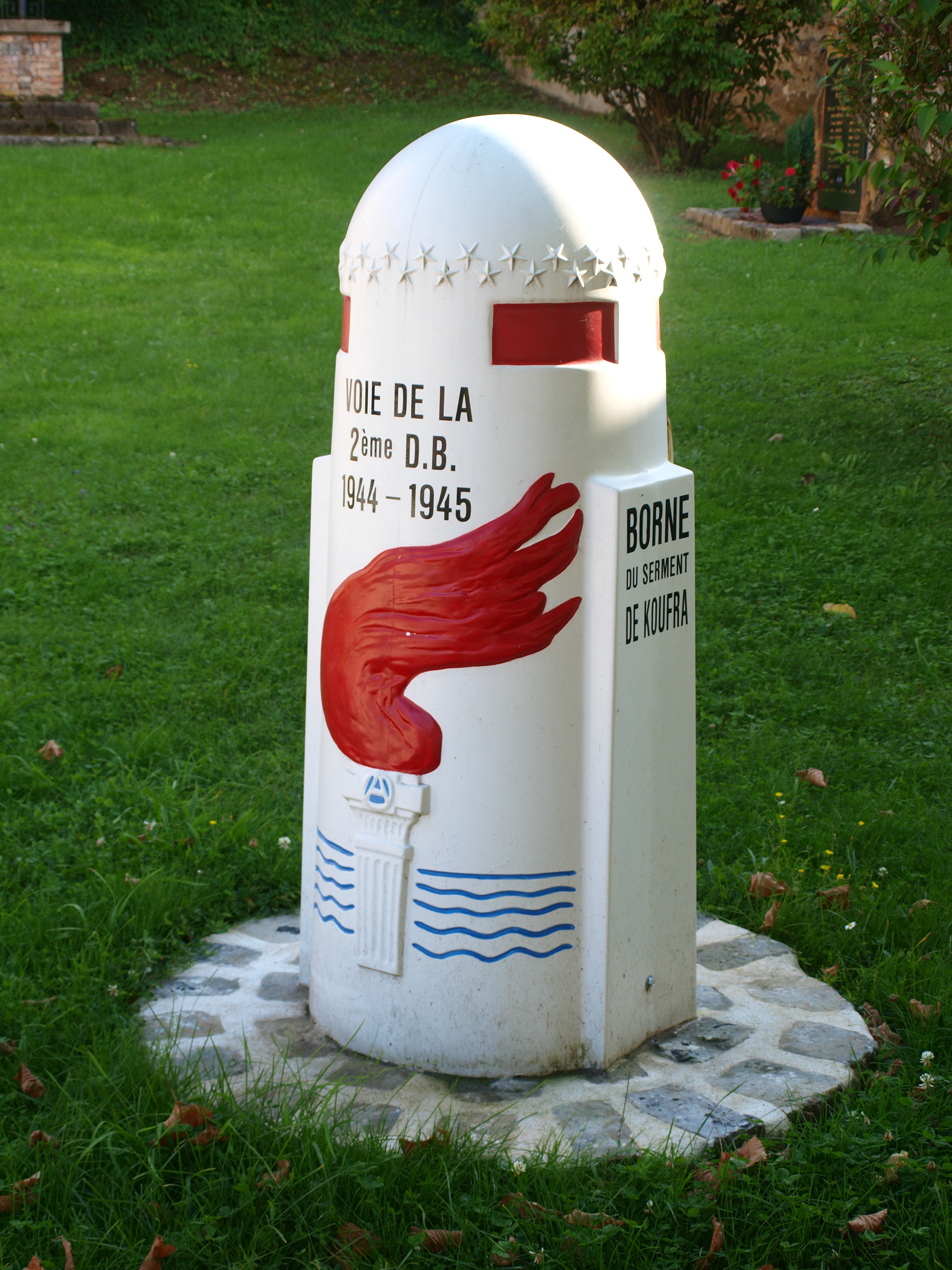
Voie de la 2e DB.

## Histoire
Le 1er janvier 1973, la commune de Fleurigny est rattachée à celle de Thorigny-sur-Oreuse sous le régime de la fusion-association.

## Politique et administration
| Période                                  | Période  | Identité           | Étiquette | Qualité |
| ---------------------------------------- | -------- | ------------------ | --------- | ------- |
|                                          | En cours | François Cerclaeys |           |         |
| Les données manquantes sont à compléter. |          |                    |           |         |

## Démographie
| 1793 | 1800 | 1806 | 1821 | 1831 | 1836 | 1841 | 1846 | 1851 |
| ---- | ---- | ---- | ---- | ---- | ---- | ---- | ---- | ---- |
| 467  | 498  | 484  | 504  | 563  | 547  | 567  | 561  | 557  |

| 1856 | 1861 | 1866 | 1872 | 1876 | 1881 | 1886 | 1891 | 1896 |
| ---- | ---- | ---- | ---- | ---- | ---- | ---- | ---- | ---- |
| 562  | 574  | 589  | 539  | 548  | 517  | 504  | 485  | 455  |

| 1901 | 1906 | 1911 | 1921 | 1926 | 1931 | 1936 | 1946 | 1954 |
| ---- | ---- | ---- | ---- | ---- | ---- | ---- | ---- | ---- |
| 406  | 424  | 400  | 333  | 356  | 336  | 305  | 326  | 292  |

| 1962 | 1968 | - | - | - | - | - | - | - |
| ---- | ---- | - | - | - | - | - | - | - |
| 261  | 239  | - | - | - | - | - | - | - |

## Lieux et monuments
- Château de Fleurigny, classé depuis le 26 avril 1930 et sa chapelle classée dès 1889[4]

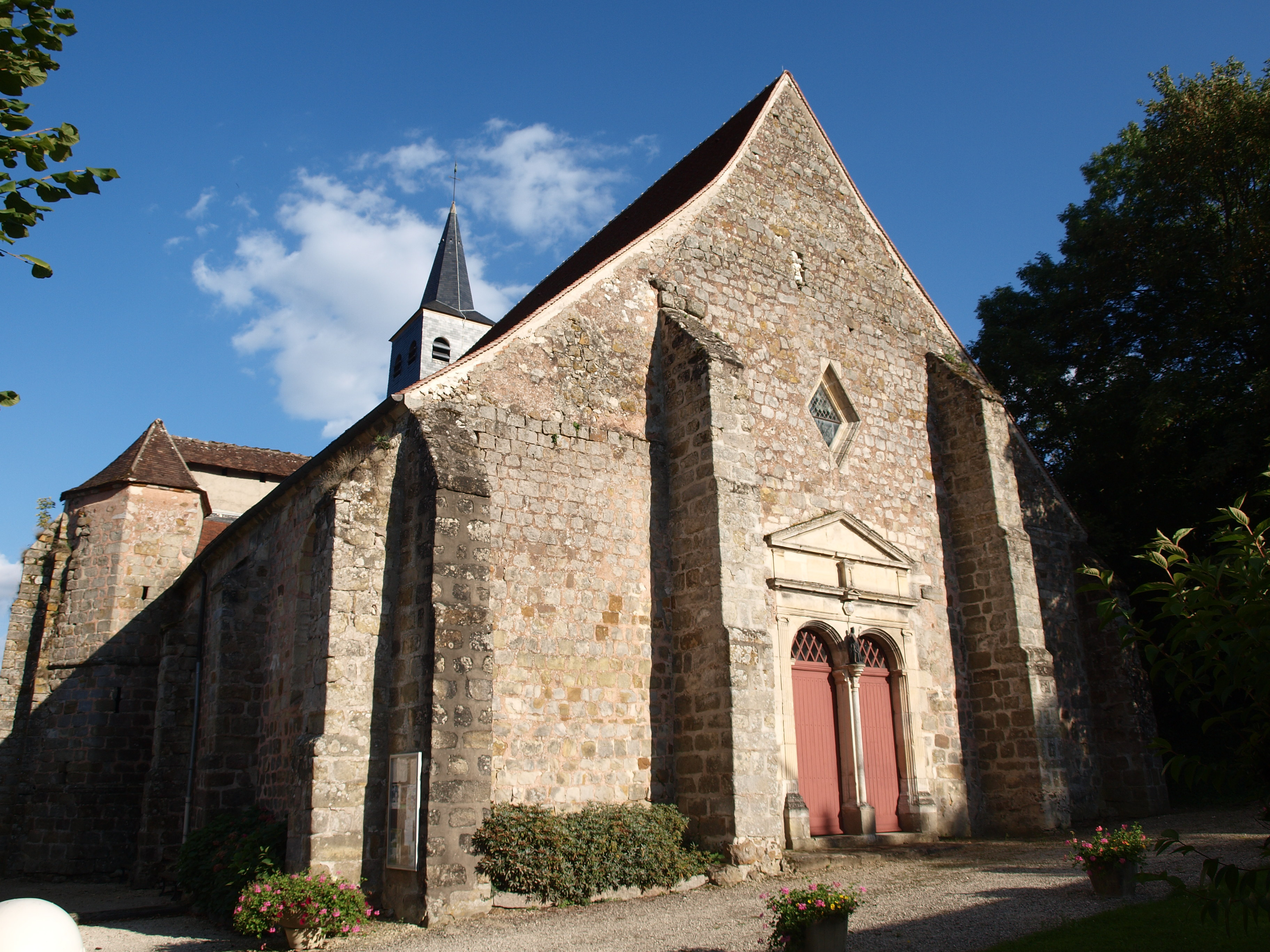
Église Saint-Memmie.
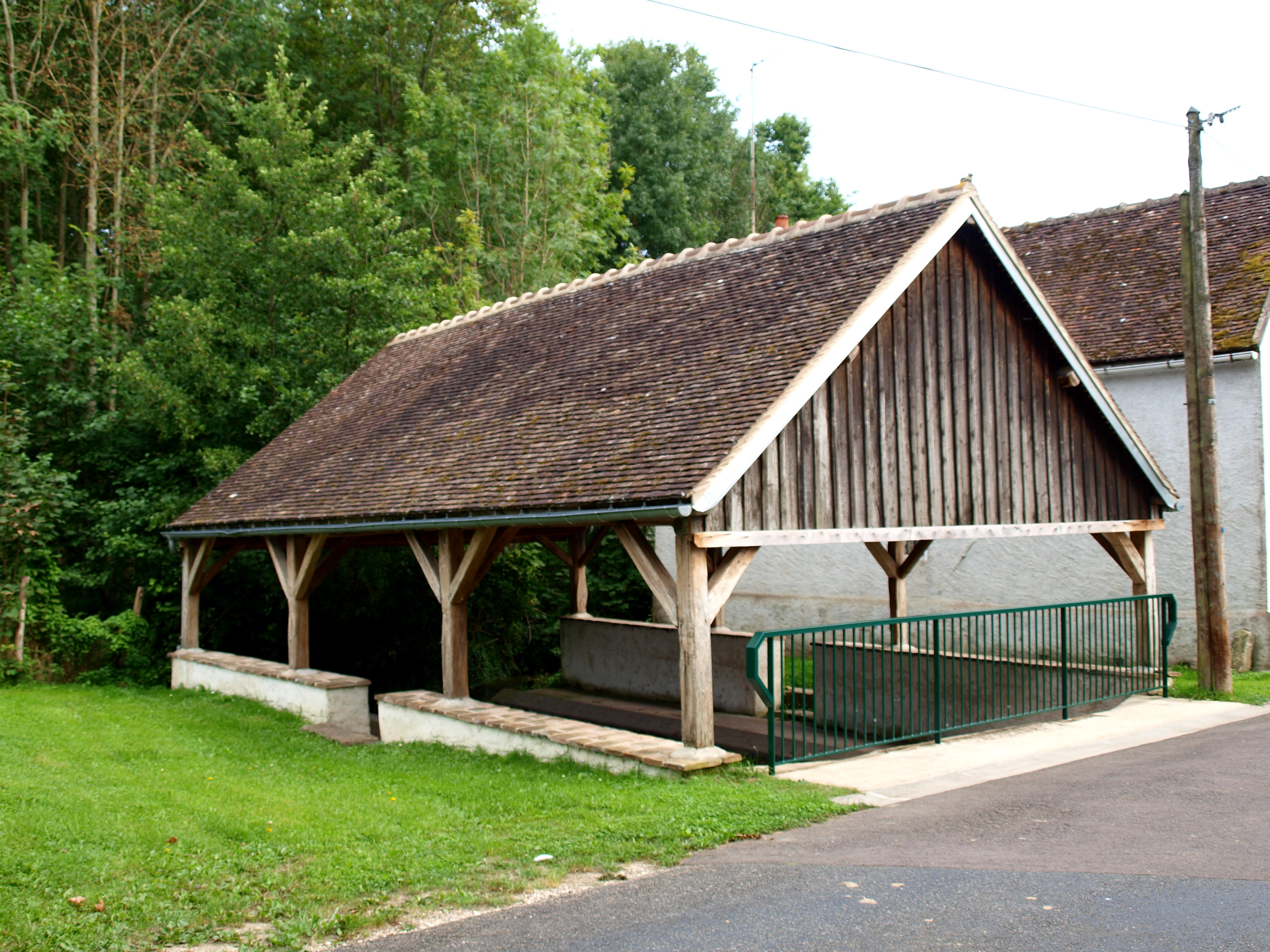
Lavoir.
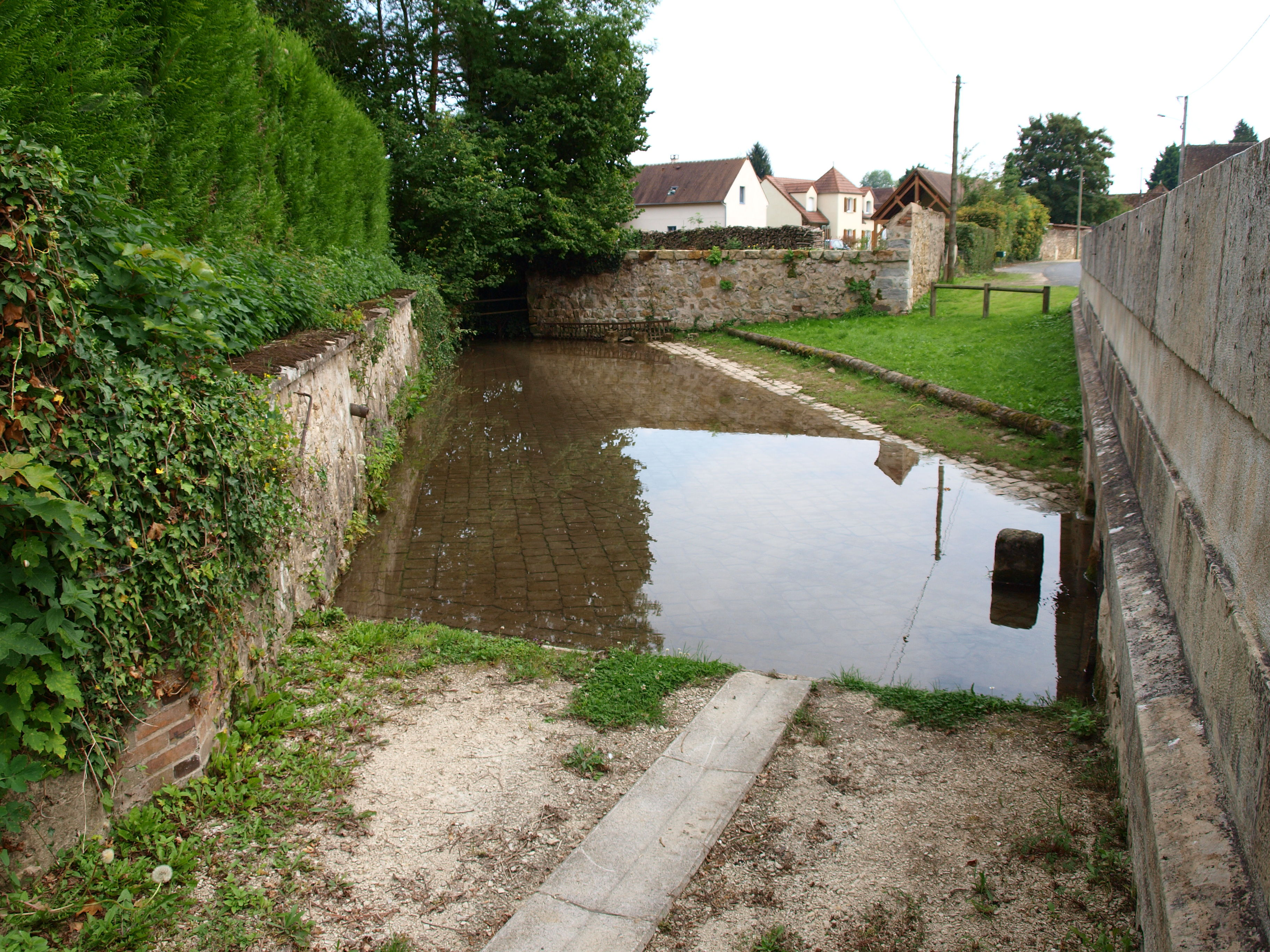
Abreuvoir.
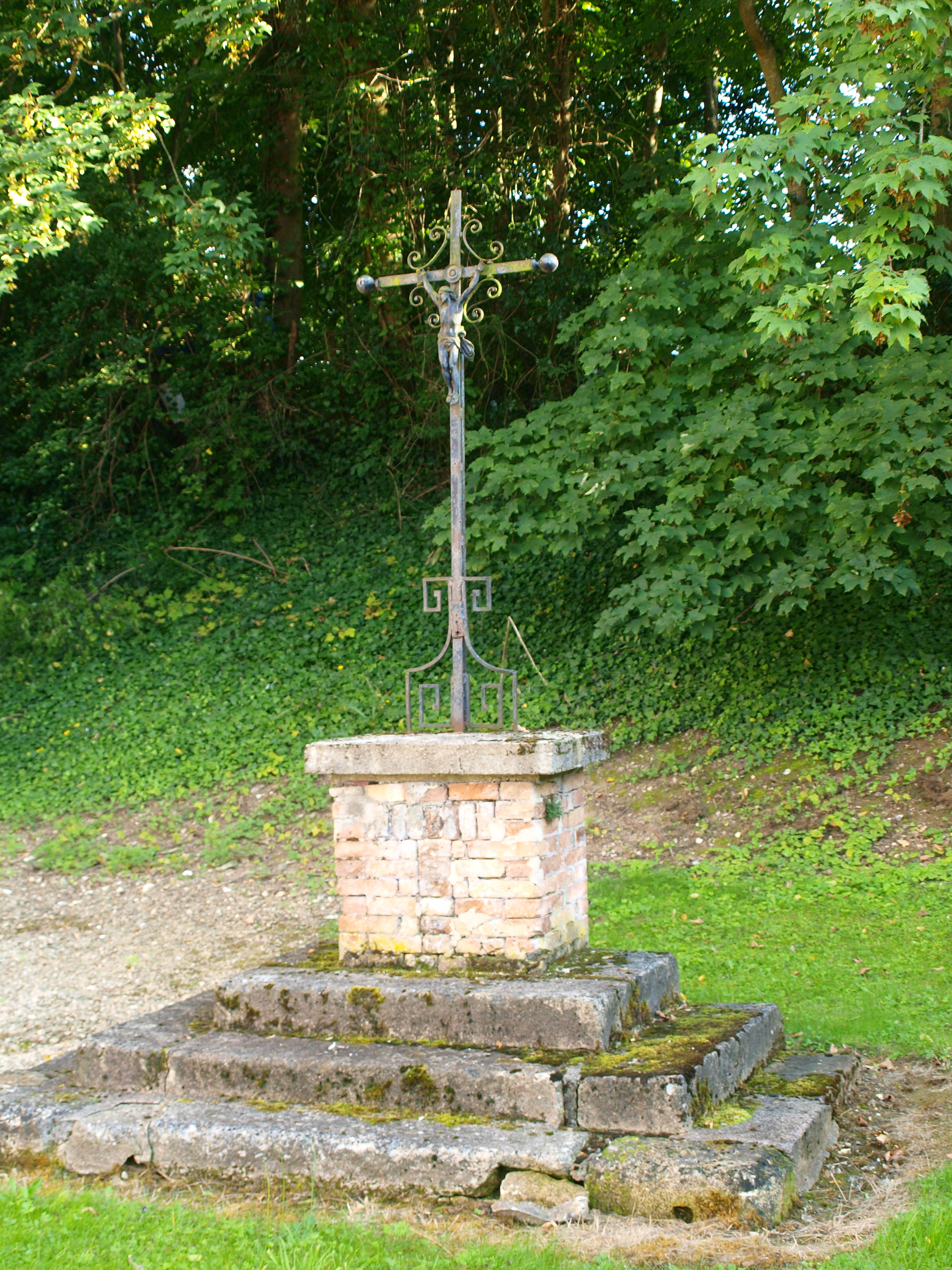
Calvaire.
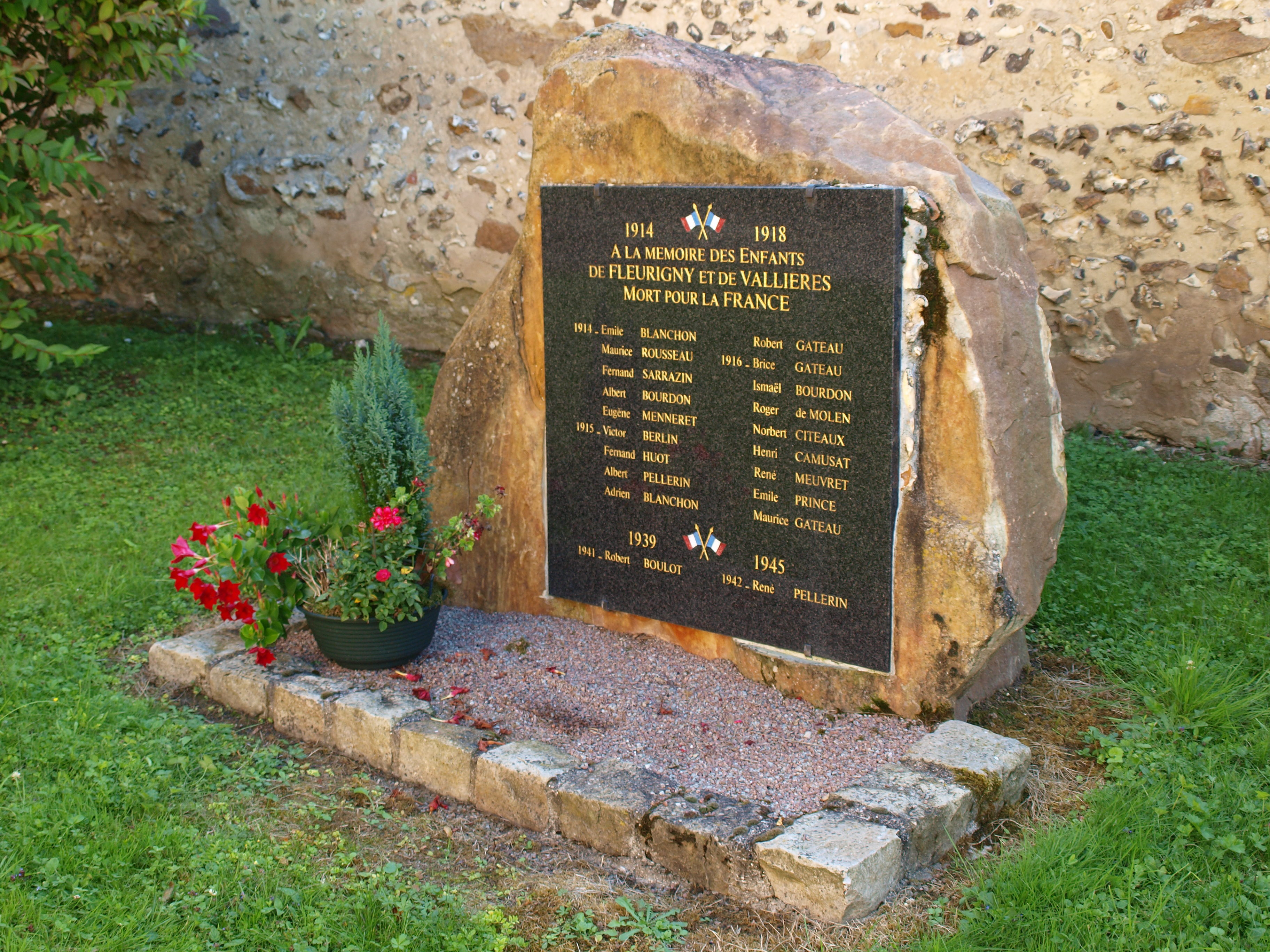
Monument aux morts.